# Geschichte Afrikas

Afrika aus europäischer Sicht, 1570

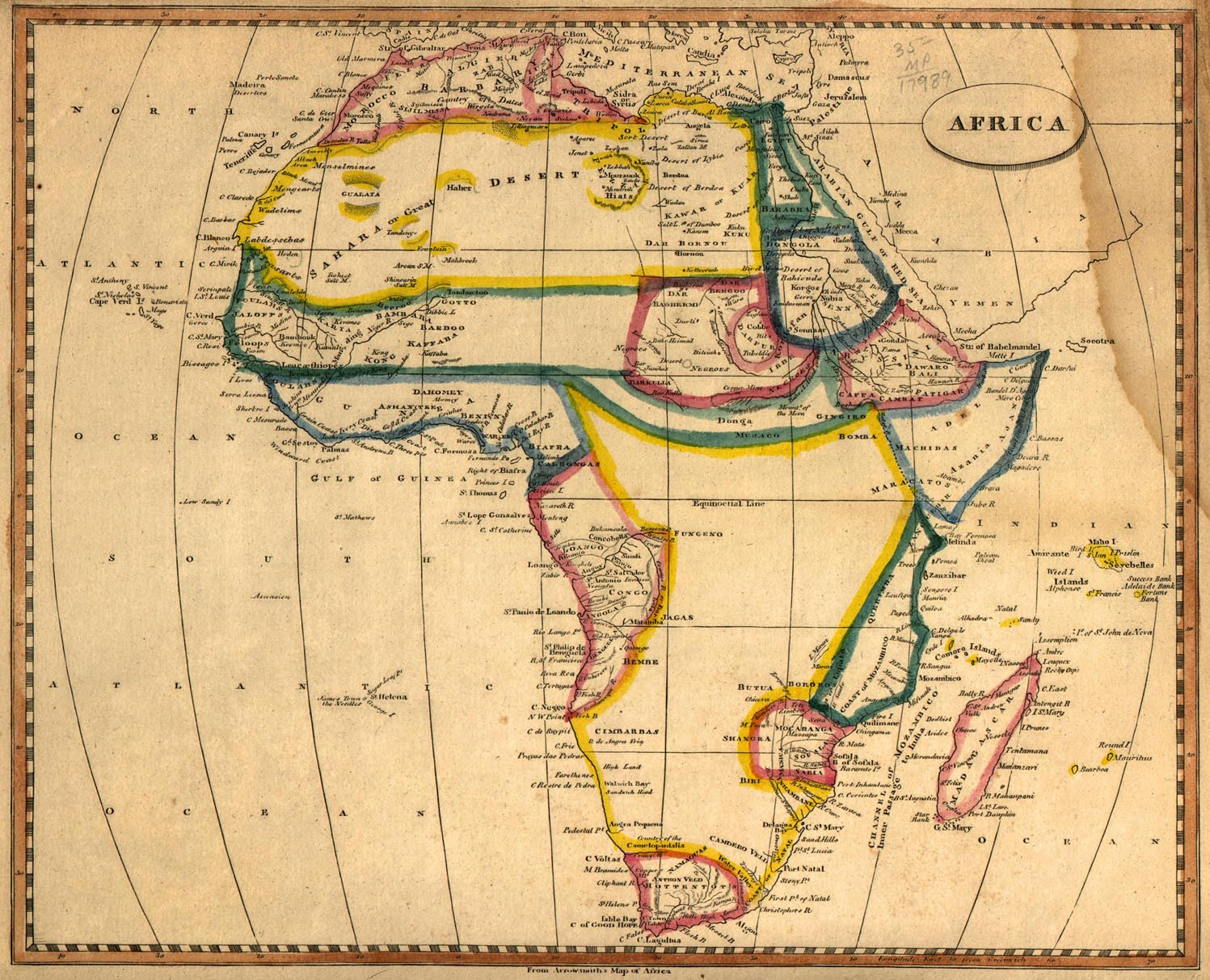
Afrika aus europäischer Sicht, 1812

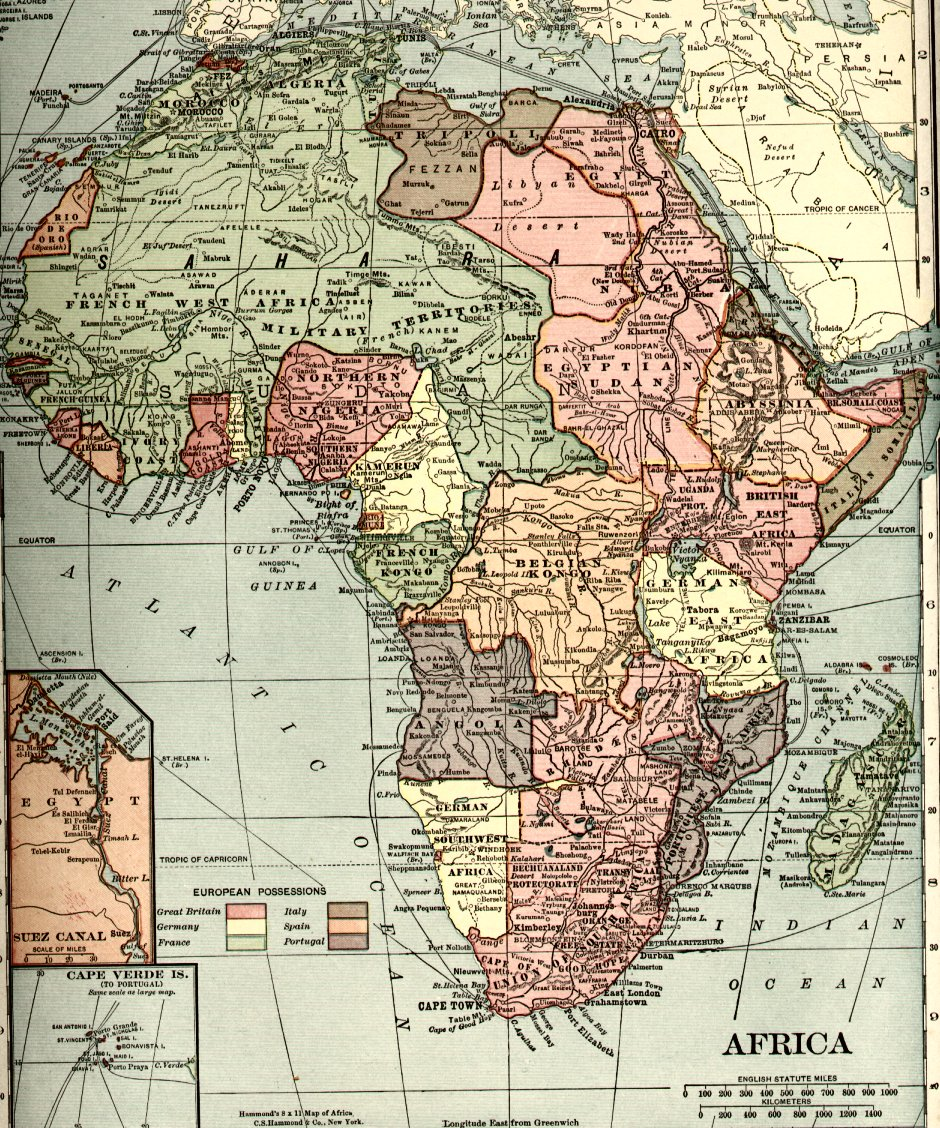
Afrika aus europäischer Sicht, 1910

Kolonisation, 1913

Die Geschichte Afrikas umfasst die Entwicklungen des Kontinentes Afrika von der Urgeschichte bis zur Gegenwart. Erkenntnisse der Paläoanthropologie und der Molekularbiologie, insbesondere Genanalysen, legen in der Tat nahe, dass die Wiege der Menschheit auf dem afrikanischen Kontinent stand. Afrika ist somit der am längsten von Menschen bewohnte Erdteil.

## Voraussetzungen

### Regionale Aufteilung
Der Kontinent hat aufgrund seiner Größe verschiedene kulturelle Regionen und Einflussbereiche:
- Nördlich der Sahara:
  - Ägypten ist eine der ältesten Hochkulturen der Menschheit, die immer in Kontakt mit anderen Kulturen Asiens, Europas und Afrikas war;
  - das übrige Nordafrika (heute durch Marokko, Algerien, Tunesien, Libyen vertreten) war seit dem Altertum in engem Kontakt mit Europa (Römisches Reich) und dem Nahen Osten (Islam).

Zwar behinderte die Sahara in historischer Zeit den kulturellen Austausch mit dem übrigen Afrika. Sie stellte jedoch – von zahlreichen Handelsrouten durchzogen – nie eine undurchlässige Sprach- und Gesellschaftsgrenze dar.
Das Horn von Afrika, insbesondere Äthiopien, Eritrea und Sudan, wird sowohl zum nördlichen Afrika gezählt als auch als Übergangsregion zum südlichen und östlichen Subsahara-Afrika verstanden. Gleichzeitig lassen sich hier Berührungen nach Asien erkennen.
- Südlich der Sahara war Afrika bis etwa zur Zeitwende ohne ausgedehnte Staatsstrukturen und kannte nur begrenzte Landwirtschaft. Dabei macht beispielsweise der Urwald das Auffinden von archäologischen Fundstücken besonders schwer.
  - Am Südrand der Sahara entstanden in Mali erste Staaten.
  - Das Munhumutapa-Reich mit der Hauptstadt Groß-Simbabwe gilt als erstes Staatswesen im südlichen Afrika.

Die Sprachen Afrikas lassen ebenfalls eine Nord-Süd-Unterteilung erkennen. Während im Norden afroasiatische Sprachen verbreitet sind, überwiegen im Süden Niger-Kongo-Sprachen. Daneben existieren Khoisan- und andere Sprachen.

### Griechische und römische Kolonisierung

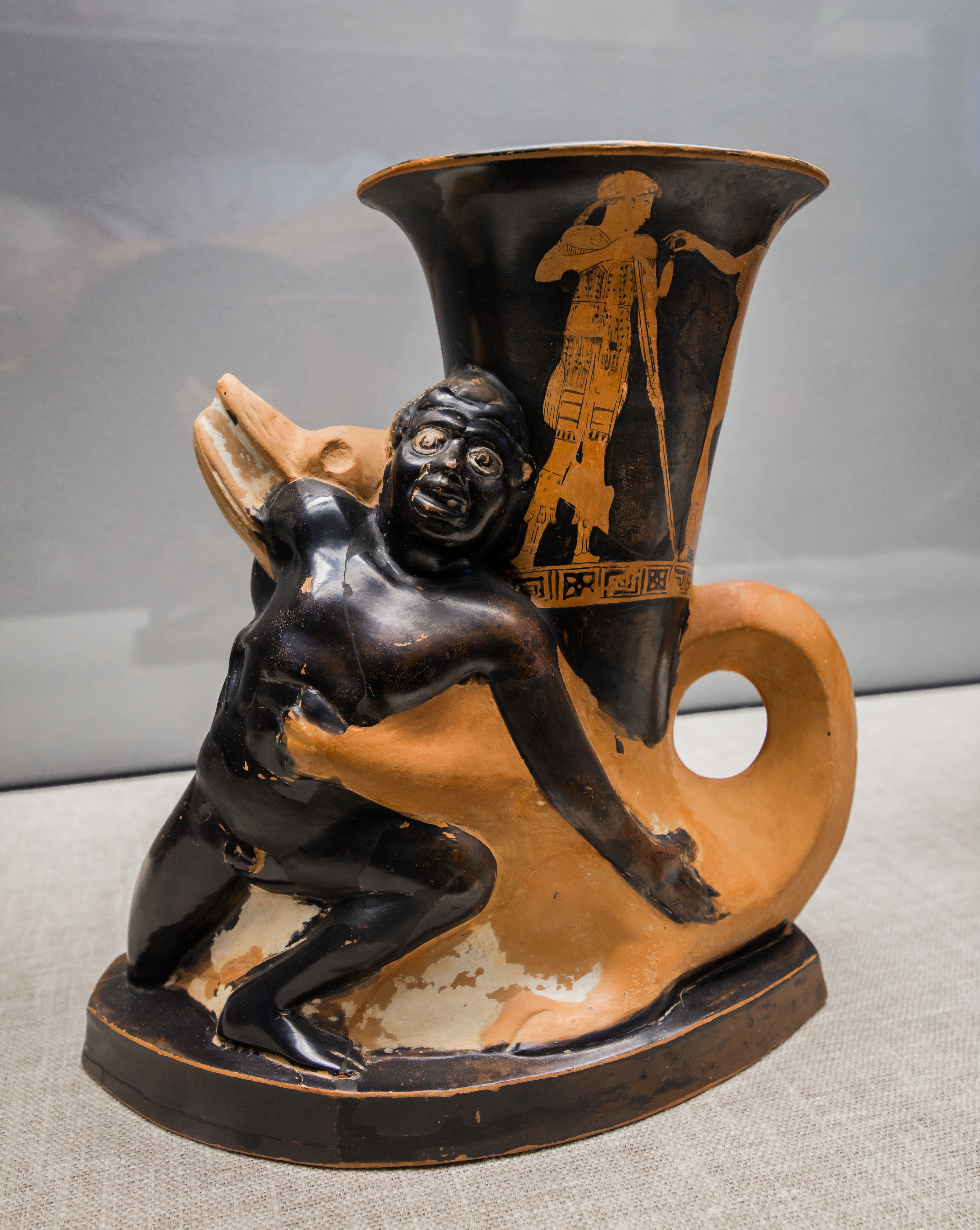
Rhyton in From eines Krokodils, das einen dunkelhäutigen Knaben gepackt hält, 460–450 v. Chr.